# Amiantofusus
Amiantofusus là một chi ốc biển, là động vật thân mềm chân bụng sống ở biển trong họ Fasciolariidae.

## Các loài
Các loài trong chi Amiantofusus gồm có:
- Amiantofusus amiantus (Dall, 1889)
- Amiantofusus borbonica Fraussen, Kantor & Hadorn, 2007[2]
- Amiantofusus candoris Fraussen, Kantor & Hadorn, 2007[3]
- Amiantofusus cartilago Fraussen, Kantor & Hadorn, 2007[4]
- Amiantofusus gloriabundus Fraussen, Kantor & Hadorn, 2007[5]
- Amiantofusus maestratii Fraussen, Kantor & Hadorn, 2007[6]
- Amiantofusus pacificus Fraussen, Kantor & Hadorn, 2007[7]
- Amiantofusus sebalis Fraussen, Kantor & Hadorn, 2007[8]